# 혈흉
혈흉(血胸, hemothorax, '피'를 뜻하는 'hemo-'와 '가슴'을 뜻하는 'thorax'에서 유래) 또는 혈액가슴, 혈액가슴증은 흉막강에 혈액이 저류한 상태이다. 혈흉의 증상으로는 흉통이나 호흡곤란이 나타날 수 있으며, 임상적 소견으로는 혈흉이 발생한 쪽에서 호흡음이 감소하거나 심박이 빨라지는 빈맥이 생길 수 있다. 보통 외상이 혈흉의 원인이 되지만, 암이 흉막강을 침범하여 자발성 혈흉이 발생하거나 다양한 응고장애, 드물지만 자궁내막증이나 기흉, 그 외 다른 여러 기타 질환이 원인이 되어 발생하기도 한다.
보통 흉부 X선을 이용해 진단하지만 그 외에도 초음파, CT 스캔, MRI로도 진단이 가능하다. 흉강천자를 이용해 흉막강에 차 있는 액체를 얻어 다른 흉막강에 액체가 차는 질환과 감별할 수 있다. 혈액 내 헤마토크릿이 50% 이상일 경우 혈흉으로 정의한다. 흉관삽입술을 통해 혈액을 배출시켜 치료할 수 있다. 치료에 성공하는 경우 예후는 보통 좋은 편이다. 합병증으로는 흉막강의 감염으로 인한 농흉, 흉터 조직이 남는 흉막유착이 있다.

## 배경
폐는 흉막이라고 하는 두 층의 조직으로 둘러싸여 있다. 대부분의 건강한 사람들에서 흉막의 두 층은 서로 밀접하게 맞닿아 있으며 소량의 흉막액에 의해서만 분리되어 있다. 특정 질환이 있을 때 이 두 층 사이의 공간인 흉막강에 많은 양의 액체가 차게 된다. 흉막강에 액체가 축적되는 상태를 흉막삼출이라고 한다. 축적된 액체의 종류에 따라 흉막삼출에 특정한 이름이 붙는다. 가령 축적된 액체가 장액이라면 수흉, 고름이라면 농흉, 혈액이라면 혈흉, 소변이라면 요흉, 유미라면 유미흉이 된다.

## 증상과 징후
혈흉에서 보일 수 있는 증상과 징후에는 불안, 빈호흡, 호흡곤란, 안절부절못함, 쇼크, 창백하며 차갑고 습한 피부 등이 있다. 혈흉이 생긴 부분을 타진할 경우 둔탁한 느낌을 받을 수도 있다. 목의 정맥은 납작해지며 호흡음도 줄어드는 소견이 관찰되기도 한다. 또한 혈흉으로 인해 폐가 허탈되는 무기폐가 나타나는 경우도 있다. 흉관을 통해 처음으로 배출되는 혈액의 양이 1.5L 이상이거나, 출혈량이 시간당 2시간 이상인 경우로 종종 정의되는 대량의 혈흉은 두 가지 이유로 쇼크를 일으킨다. 대량의 출혈로 인해 저혈량성 쇼크가 일어날 수 있으며, 저류된 혈액으로 인해 정맥의 압력이 상승하면서 혈액의 흐름이 원활하지 않게 되면서 쇼크가 발생한다.

## 원인
혈흉은 크게 그 원인에 따라 세 가지의 넓은 범주로 나눌 수 있다. 각 원인을 빈도 순으로 나열하면 외상성, 의인성, 비외상성이다. 이 세 범주는 모두 큰 동맥에 영향을 미쳐 사망에 이르게 할 가능성을 가지고 있다.

### 외상성
가장 흔한 혈흉의 원인은 흉부에 둔상이나 관통상을 입는 것이다. 둔상의 경우 혈흉은 일반적으로 골절된 갈비뼈가 갈비사이혈관이나 폐 실질 안의 폐혈관을 손상시키는 경우에 발생한다. 반면 관통상을 입는 경우 흉벽, 폐 실질, 심장의 혈관이 직접적으로 손상되면서 혈흉이 발생한다. 만일 대동맥과 같은 큰 혈관이 손상된다면 대량의 실혈이 일어날 수 있다. 경미한 흉부 외상은 항응고제를 투여 받고 있거나 혈우병 같은 응고장애가 있어 혈액의 응고 능력에 문제가 있을 때 혈흉을 일으키기도 한다.

### 의인성
심장이나 폐 수술의 합병증으로 의인성 혈흉이 발생할 수 있다. 가령 카테터 삽입, 개흉술, 흉관삽입술, 흉강천자 도중 폐동맥이 파열될 수 있다. 가장 흔한 의인성 혈흉의 원인은 빗장밑정맥을 통한 카테터 삽입과 흉관 삽입으로, 발생률은 대략 1%이다. 간혹 폐동맥카테터로 인해 폐동맥이 파열되어 대량의 혈흉을 일으킬 수 있다. 또한 흉막이나 폐 생검, 기관지경유 폐 생검, 심폐소생술, 너스 수술, 식도정맥류의 내시경적 치료도 의인성 혈흉의 원인이 될 수 있다. 중환자실에서 만성 콩팥병이 있는 환자는 의인성 혈흉이 더 흔하다.

### 비외상성
빈도는 비교적 적지만 자발적으로 혈흉이 발생하기도 한다. 비외상성 혈흉은 종양이 흉막강으로 침범하는 몇몇 암의 합병증으로 가장 자주 발생한다. 혈흉을 일으킬 수 있는 암에는 혈관육종, 슈반세포종, 중피종, 흉선종, 생식세포종, 폐암 등이 있다. 항응고제를 복용하여 혈액의 응고 능력이 감소했을 때 작은 혈관이 자발성 파열을 일으키면 심각한 혈흉이 발생할 수 있다. 항응고제 치료로 인해 발생한 혈흉은 항응고제 치료를 시작한 지 4 ~ 7일 후에 알아챌 수 있게 된다. 폐색전증 치료의 합병증으로 인한 혈흉은 보통 원래 색전증이 있던 쪽에 발생한다. 흉막강에 비정상적으로 공기가 축적되는 기흉 환자의 경우 흉막강에 출혈이 일어나기도 하며, 이는 자발성 기흉의 약 5%에서 나타난다. 특히 폐수포 파열이 있는 경우 더 자주 출혈이 발생한다. 흉막강에 공기와 혈액이 섞이는 것은 혈액기흉이라고 한다. 뼈돌출증에서 뼈가 자라나면 날카로운 뼈 끝이 인접한 동맥을 손상시켜 혈흉을 일으킬 수 있다. 산욕 기간에는 분만 도중 흉부의 압력이 변하면서 이러한 상황이 발생할 수 있다.

## 기전

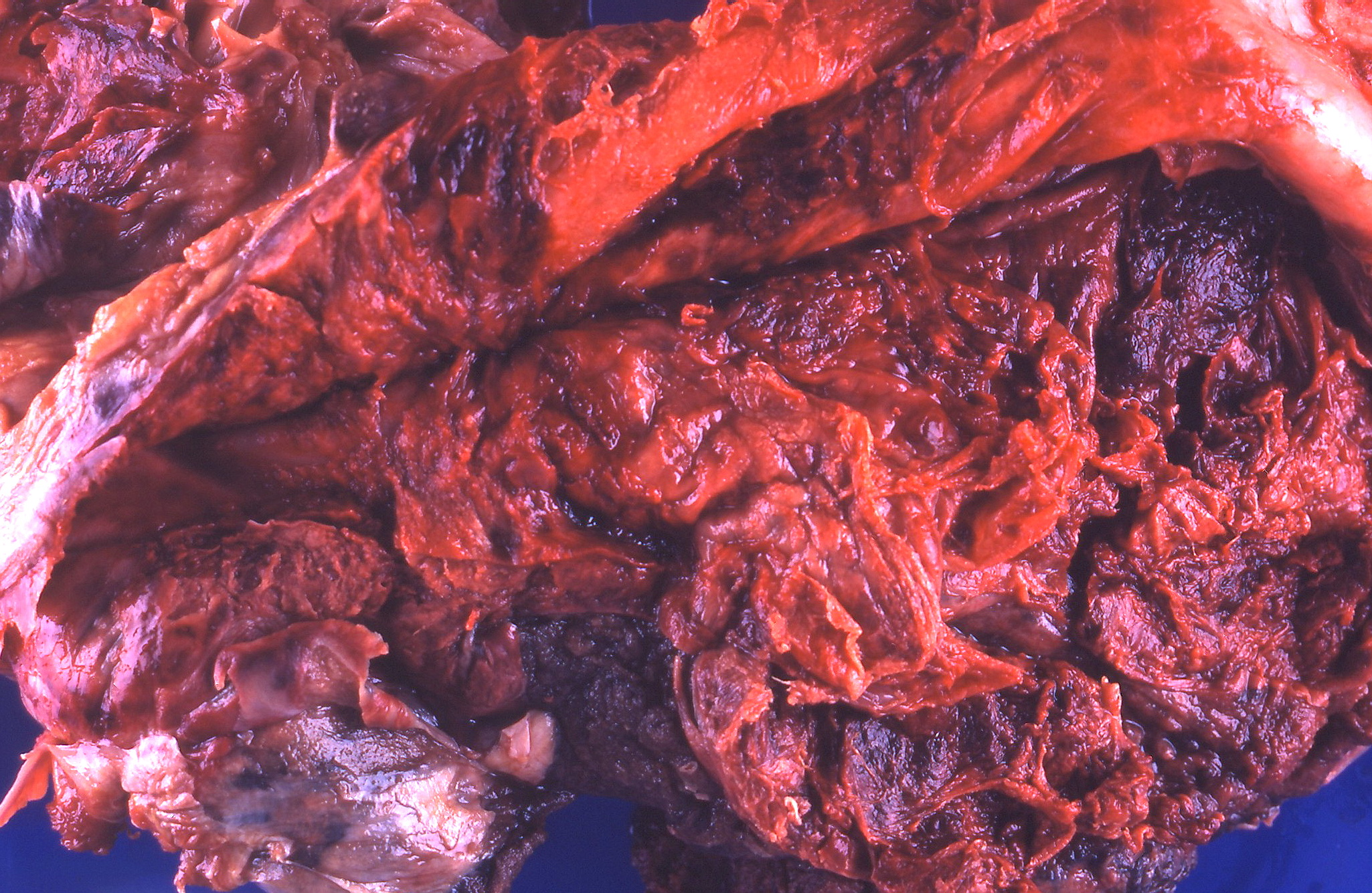
흉막강 전체를 채우고 있는 대량의 혈흉. 혈액이 굳은 상태이다. 부검 표본.

혈흉이 발생하면 혈액이 흉막강으로 들어온다. 순환계에서 혈액을 잃으면 여러 가지 반응이 나타난다. 첫째로 혈액이 흉막강에 쌓이면 폐의 정상적인 움직임을 방해하며 한쪽 혹은 양쪽 폐가 완전히 팽창하는 것을 막아 혈액에서 산소와 이산화탄소가 이동하는 과정이 저하된다. 둘째로 흉막강으로 손실된 혈액은 더 이상 순환할 수 없다. 혈흉은 대량의 혈액 손실로 이어질 수 있다. 가슴의 절반이 1.5L 이상의 혈액을 수용할 수 있는데, 이는 평균 성인 전체 혈액량의 25%가 넘는다. 우리 몸은 이러한 혈액 손실에 대응하기 위해 노력하는데, 특히 심장의 펌프질을 더 빠르고 강하게 하고 팔다리의 작은 혈관을 수축시키는 방식으로 혈압을 유지하여 혈액 손실을 보상하려고 한다. 이러한 일련의 보상 기전은 휴식기 심박수가 빨라지며 손가락과 발가락이 차가워지는 것으로 알 수 있다.
흉막강으로 들어간 혈액이 제거되지 않는다면 결국 혈전을 만들게 된다. 혈전은 벽흉막과 내장흉막에 잘 달라붙으며 흉막에 흉터를 만들 수 있다. 광범위하게 흉터가 생긴다면 흉막유착이라는 질환의 원인이 된다. 초기에 혈액이 손실되었을 때, 소량의 혈흉이 흉막을 자극하여 더 많은 체액이 나오면서 혈액이 스며든 흉막삼출이 발생할 수 있다. 또한 흉막액 안의 효소가 혈전을 파괴하면서 흉막액의 단백질 농도가 올라간다. 그 결과 흉강의 삼투압이 상승하면서 체액이 주변 조직에서 흉강으로 새어 나오게 된다.

## 진단
혈흉을 진단하는 가장 흔한 검사법은 흉부 X선이지만 응급 상황에서는 초음파도 이용된다. 그러나 단순 X선 촬영은 적은 양의 혈흉을 놓칠 수 있으며, 따라서 CT 스캔이나 MRI 등의 다른 영상 기법이 더 민감도가 높을 수 있다. 삼출액의 특징이 불확실할 때에는 흉강천자를 통해 체액 표본을 얻어 분석할 수 있다. 신체검사는 가장 처음에 실시한다. 청진은 혈흉 진단에 거의 100%의 정확성을 보인다고 보고된 바 있다.

### 흉부 X선
흉부 X선은 혈흉 진단에 이용되는 가장 흔한 검사이다. 이상적으로 X선 영상은 바로 선 직립 자세에서 촬영해야 하나, 환자가 바로 선 자세로 있을 수 없다면 바로 누운 자세(앙와위)로 촬영할 수 있다. 직립 자세의 X선 영상에서 혈흉은 갈비가로막각이 커지거나, 혈흉이 발생한 쪽 가슴에 방사선비투과성이 부분적으로 또는 완전히 나타나는 소견을 보인다. 앙와위 영상에서는 혈액이 흉강에 쌓이는 경향이 있지만 가슴의 한쪽 절반이 다른 한쪽에 비해 흐릿하게 보이는 것을 알 수 있다. 수백 mL의 혈액은 직립 자세 영상에서 가로막과 배의 내장에 의해 가려질 수 있으므로 적은 양의 혈흉은 흉부 X선에서 놓칠 수 있다. 앙와위에서는 1L 가량의 혈액도 보이지 않을 수 있어 앙와위 영상의 민감도는 직립 영상보다 더 떨어진다.

### 다른 영상 기법
초음파 영상을 통해 혈흉이나 다른 흉막삼출을 찾아낼 수 있다. 초음파 검사는 병상에서 빠르게 신뢰성 있는 결과를 얻을 수 있기 때문에 중환자나 외상 환자를 치료할 때 특히 유용하다. 또한 혈흉을 진단하는 데에 초음파는 흉부 X선보다 민감도가 높다. 그러나 초음파는 병적으로 심한 비만이나 피하기종이 있는 환자에게는 초음파 영상이 잘 나오지 않을 수 있다. 현재 CT를 사용할 수 없거나 환자를 CT 촬영장으로 이송할 수 없는 경우 초음파를 쓰기도 한다.
CT 스캔은 흉부 X선보다 훨씬 적은 양의 액체도 찾아낼 수 있으므로 잔존 혈흉을 진단하는 데에 유용할 수 있다. 그러나 CT는 위중한 환자를 CT 촬영장까지 이송해야 하고, 검사에 시간이 더 걸리며 환자가 바로 누운 자세를 유지해야 하므로 외상 환자에 대한 주된 진단법으로는 잘 쓰이지 않는다.
MRI는 혈흉과 다른 흉막삼출을 감별하는 데 쓰일 수 있고, 혈흉이 얼마나 오래 존재했는지 알아내는 것이 가능하다. 신선한 혈액은 T1 신호 강도가 낮고 T2 신호 강도가 높은 액체로 보이지만, 몇 시간 이상 외부에 노출된 혈액은 T1과 T2 신호 강도가 모두 낮게 보인다. MRI는 검사에 걸리는 시간이 길며 환자가 움직였을 때 영상의 질이 좋지 못해 외상 환자에게는 잘 사용되지 않는다.

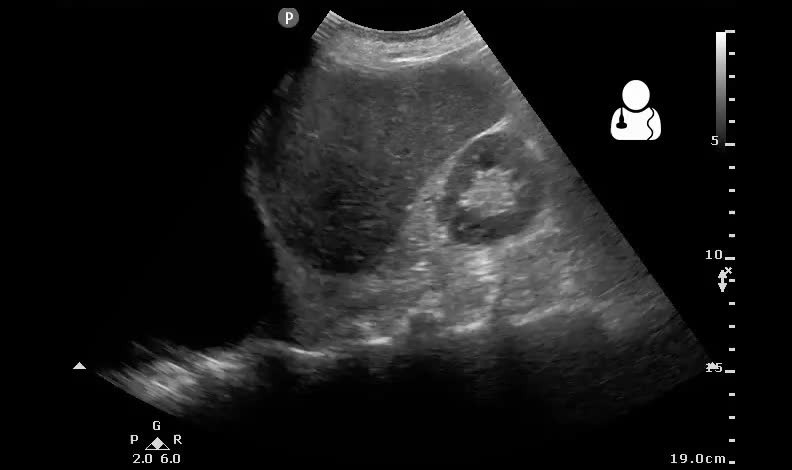
초음파로 왼쪽 혈흉을 발견한 사진
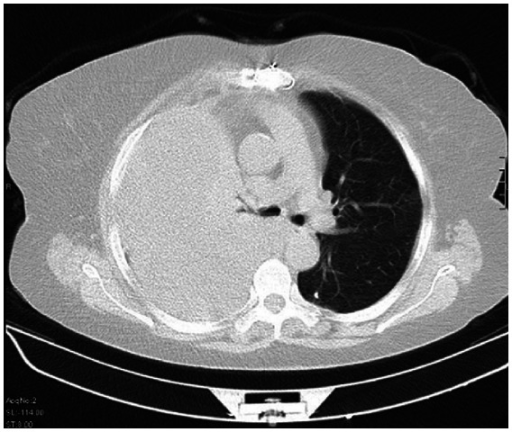
와파린 투여로 인해 발생한 혈흉의 CT 스캔
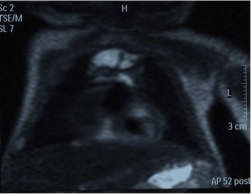
16세 환자에서 발생한 혈흉의 흉부 MRI

### 흉강천자

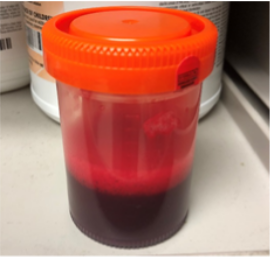
흉강천자로 얻은 혈흉 표본

영상 기법들을 이용해 흉막강에 액체가 차 있다는 것은 알아낼 수 있지만 이 액체가 정확히 무엇인지는 불명확할 수 있다. 액체의 정체를 알아내기 위해서는 흉막강으로 바늘을 넣어 표본을 채취하는 흉강천자가 필요하다. 혈흉을 진단할 때 흉막액에서 가장 중요한 척도는 적혈구가 전체 혈액의 부피에서 얼마를 차지하고 있는지를 뜻하는 헤마토크릿(Hct, 적혈구용적률)이다. 혈흉은 환자의 혈액이 최소 50% 이상의 헤마토크릿을 가지는 경우로 정의되나, 만성 혈흉 환자의 경우 다른 액체가 흉막에서 분비되어 헤마토크릿이 25 ~ 50%의 값을 보이기도 한다. 흉막액은 혈흉을 3 ~ 4일 만에 희석시킬 수 있다. 또한 삼출액에 있는 적혈구는 자발적으로 분해된다. 헤마토크릿 값이 5% 이상이라면 색깔로 흉막액을 혈액과 구분하는 것은 불가능하다. 이러한 이유들로 인해 설령 헤마토크릿 값이 50% 미만이라고 하더라도 출혈이 있는지 확실히 하기 위해 추가적인 조사를 진행한다. 헤마토크릿은 흉막액의 적혈구 개수를 100,000으로 나누어 대략적으로 산출할 수 있다. 흉강천자는 동물의 혈흉을 진단하는 데에도 가장 흔히 사용된다. 한편 드물지만 흉강천자 시에 갈비사이동맥에 구멍이 나면 혈흉 자체가 흉강천자의 합병증으로서 발생할 수 있다.

## 치료
혈흉의 치료는 대부분 출혈 정도에 따라 달라진다. 적은 양의 혈흉은 치료가 거의 필요하지 않을 수 있으나, 대량의 혈흉은 손실된 혈액을 대체하기 위해 체액을 보충하고 흉강에 차 있는 혈액을 흉관삽입술을 통해 빼내야 한다. 또한 추가적인 출혈을 방지하기 위해 개흉술이나 비디오 보조 흉강경 수술(VATS)과 같은 형태의 수술이 필요할 수 있다. 간혹 현재 발생 중인 동맥의 출혈을 막기 위해 카테터경유 동맥색전술을 시행할 수 있다. 고려해볼 수 있는 또 다른 치료법에는 감염 위험을 낮추기 위한 항생제 투여나 흉강에서 굳은 혈액을 녹이기 위한 혈전용해술이 있다.

### 흉관삽입술

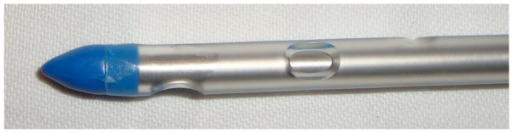
흉관삽입술 장치

흉막강에 찬 혈액은 흉관삽입술이라고 하는 시술을 통해 제거할 수 있다. 대부분의 혈흉은 흉관삽입술의 적응증이지만, 즉시 수술을 통해 치료해야 할 대동맥 파열에서는 흉관삽입술을 피해야 한다. 흉관은 보통 액와중간선에서 여섯째나 일곱째 늑간공간에 삽입한다. 흉막강에서 액체가 충분히 빠져나오지 못하게 되는 상황을 막기 위해, 혈액이 굳으며 흉관이 막히지 않도록 하는 것이 중요하다. 혈액이 혈관을 떠나고 흉막강, 손상된 폐나 흉벽, 삽입된 흉관과 닿으면 혈액응고 경로가 활성화되면서 혈액이 굳는다. 배액을 충분히 하지 못할 경우 혈흉이 그대로 남게 되며, 흉막강에서 감염(농흉)과 흉터 조직 형성(흉막유착)의 위험이 증가한다. 혈액이 응고되어 튜브를 막지 못하도록, 흉관은 직경이 24–36 F인 대구경 튜브(large-bore tubes)를 사용해야 한다. 튜브가 열린 채로 있을 수 있도록 일반적으로 수동으로 흉관을 조작(milking, stripping, tapping 등)하지만, 이로 인해 배액이 더 잘 된다는 결정적인 증거는 없다. 튜브 삽입이 길어지면 농흉의 위험이 증가하므로 배액이 끝나는 즉시 튜브를 제거한다.

## 예후
혈흉의 예후는 혈흉의 양, 받은 치료, 혈흉의 원인에 따라 다르다. 소량의 혈흉은 거의 문제를 일으키지 않으나 심한 혈흉은 통제할 수 없는 혈액 소실로 인해 빠르게 치명적인 상태로 이어질 수 있다. 치료하지 않을 경우 축적된 혈액이 종격동과 기관에 압력을 가하여 심장에 혈액이 다시 채워지는 게 힘들어진다. 그러나 제때 치료한다면 외상성 혈흉의 예후는 대체로 양호하다. 동시에 있는 다른 흉부 이외 부위의 부상, 환자의 연령, 기계환기 필요성에 따라 예후는 달라진다. 자궁내막증과 같은 양성 질환이 원인인 혈흉은 좋은 예후를 보이는 반면, 제1형 신경섬유종증에 의한 혈흉의 사망률은 36%에 이르며 대동맥 파열이 원인인 경우에는 종종 치명적이다. 관통상은 그 빈도가 다른 경우에 비해 훨씬 드물지만 병원에 도착하기 전 90%의 환자가 사망하여 매우 높은 사망률을 보인다. 총상은 자상과 비교했을 때 더 높은 사망률을 보인다. 심장의 관통상이 있다면 생존율은 1% 미만이다.

### 합병증
혈흉으로 인해 여러 합병증이 생길 수 있는데, 특히 흉막강에서 혈액을 제대로 빼내지 않았을 때 발생할 가능성이 높아진다. 흉막강에 남은 혈액은 감염이 되기 쉬워 농흉이 생기기도 한다. 외상성 혈흉의 3 ~ 4%, 잔존 혈흉의 27 ~ 33%에서 농흉이 발생한다. 쇼크가 발생한 환자, 외상으로 인해 흉막강이 오염에 노출된 경우, 지속적인 기관지흉막누공이나 폐좌상이 있을 때 농흉이 발생할 가능성이 더 높다. 삽입된 흉관의 멸균 상태를 유지하고 흉막 표면이 서로 가까이 있도록 하여 표면 사이에 액체나 혈액이 차는 것을 방지하면 농흉의 위험을 줄일 수 있다. 잔류 혈액은 흉막을 자극하여 흉터 조직이 만들어지고 유착이 생기게 한다. 흉터 조직이 광범위하게 생기면 흉막유착이라고 하며, 폐를 둘러싸 흉벽의 움직임을 제한할 수 있다. 혈흉 환자의 1% 미만에서 흉막유착이 발생한다. 혈액기흉이나 감염이 있는 경우에 흉막유착이 더 자주 일어난다. 흉관을 제거한 후 10% 이상의 경우에서 흉막삼출이 생기는데, 이 중 대부분은 자한성(self-limiting)으로 지속적인 합병증을 유발하지는 않는다. 이런 경우 감염이 남아 있을 가능성을 완전히 없애기 위해 흉강천자를 시행한다. 다른 잠재적 합병증에는 무기폐, 폐감염, 기흉, 패혈증, 호흡곤란, 저혈압, 빈맥, 폐렴, 유착, 폐기능 손상 등이 있다.

## 역학
흉부의 외상으로 매년 16,000명에서 30,000명 가량이 사망한다. 미국에서는 매년 혈흉이 300,000건 정도 발생한다. 신체의 여러 계통에 외상을 입는 다발성 외상은 60%의 경우에서 흉부 부상을 동반하며 흔히 혈흉을 일으킨다. 증례 연구에서 가슴에 둔상을 입은 환자 중 37%가 외상성 혈흉을 입었다. 갈비뼈 전이골절을 입었을 때 혈흉이 흔히 생긴다.

## 다른 동물들

### 말

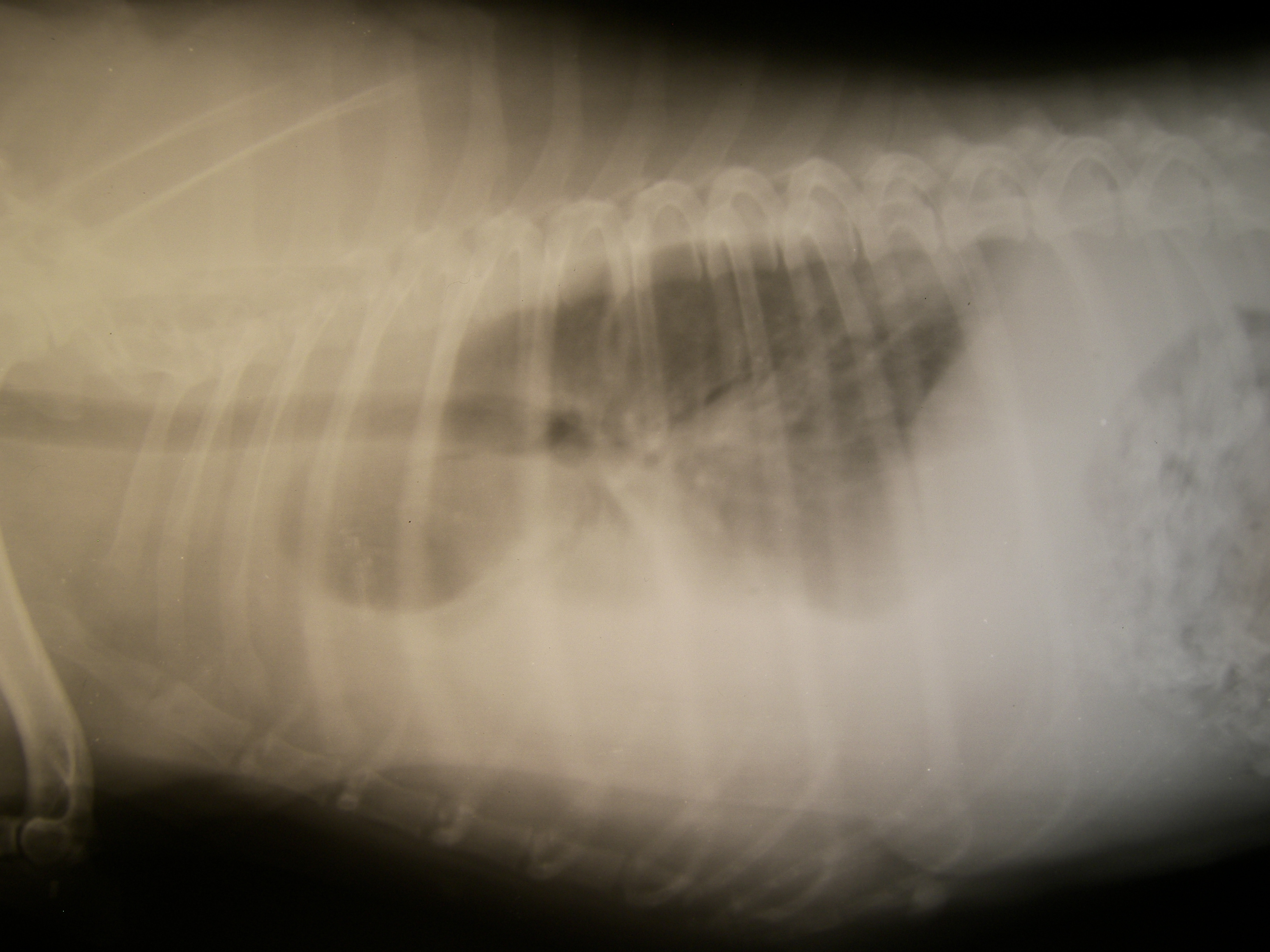
항응고제 중독으로 인해 발생한 혈흉

말에서 혈흉은 흔하지 않으며 대개 외상성이다. 기흉과 함께 발생할 수도 있다. 주로 초음파를 이용하여 진단한다. 치료 시 지지요법과 기저 원인의 교정이 이루어지며 간혹 배액을 시행한다. 예후는 경우에 따라 상이하다.
혈흉은 대개 흉부의 외상이 원인이 된다. 흉막, 늑간, 척추간, 심장, 흉벽 근육 등에 발생하는 모든 외상이 혈흉의 원인이 될 수 있다. 드물게는 복부의 탈장으로 이어지는 횡격막의 파열도 혈흉을 일으킬 수 있다. 또한 흉부, 폐, 종격동 벽의 암도 혈흉의 원인이 될 수 있다. 혈흉을 일으키는 가장 흔한 암은 혈관육종이다.
혈흉의 임상적인 소견과 증상은 다양하며 원인에 따라 다르게 나타난다. 늑골의 골절이 있다면 빠르고 얕은 호흡이나 통증이 나타날 수 있다. 광범위한 출혈이 있다면 저혈량증의 소견이 발생할 수 있으며, 수 시간 내에 빠르게 사망에 이르기도 한다. 출혈이 느려 덜 급성인 경우에는 빈혈과 저단백질혈증이 서서히 나타날 수 있다.